# Porc espí nord-americà
El porc espí nord-americà (Erethizon dorsatum) és una espècie de rosegador histricomorf de la família Erethizontidae estesa pels boscos d'Alaska, el Canadà i el nord-oest dels Estats Units.